# Canet (Hérault)
Canet è un comune francese di 3 316 abitanti situato nel dipartimento dell'Hérault nella regione dell'Occitania.

## Società

### Evoluzione demografica
Abitanti censiti